# Ricardo Ferretti
Ricardo Ferretti de Oliveira (Rio de Janeiro, 22 februari 1954) is een Braziliaans voormalig profvoetballer en huidig voetbaltrainer, bekend onder zijn spelersnaam Tuca. Sinds 2006 is hij Mexicaans staatsburger.

## Biografie

### Voetbalcarrière
Tuca begon zijn carrière bij Botafogo, waar zijn oudere broer Ferretti al grote faam gemaakt had. In 1975 vertrok hij naar Vasco da Gama. Na nog een jaar bij de kleinere club Bonsucesso trok hij in 1977 naar het Mexicaanse Atlas Guadalajara en speelde de rest van zijn carrière in dat land. Van 1978 tot 1985 speelde hij voor Pumas UNAM, waarmee hij in 1981 landskampioen werd, in 1980 en 1982 de CONCACAF Champions' Cup won en in 1981 de Copa Interamericana. Tussen 1985 en 1987 speelde Ferretti voor Deportivo Neza en Monterrey. In 1988 vertrok Ferretti naar Deportivo Toluca, waarmee hij de beker won. In 1991 sloot hij zijn carrière af bij Pumas UNAM met nog een landstitel.

### Trainerscarrière
Na zijn spelerscarrière werd Ferretti trainer in Mexico. De eerste vijf jaar trainde hij zijn oude club Pumas UNAM. In 1993 was Ferretti interim-bondscoach van Mexico. In 1996 vertrok hij naar Chivas Guadalajara, waarmee hij in 1997 de Verano-titel won. Na drie jaar bij Tigres UANL te hebben getraind werd hij in 2003 trainer van Deportivo Toluca en won er meteen de CONCACAF Champions' Cup mee. Van januari 2005 tot eind december 2005 was Ferretti trainer van Monarcas Morelia en van januari 2006 tot juni 2006 opnieuw trainer van Tigres UANL. Van juli 2006 tot juni 2010 trainde hij opnieuw Pumas UNAM en won in 2009 de Clausura-titel met de club. In juli 2010 ging Ferretti opnieuw aan de slag bij Tigres UANL, waarmee hij verschillende nationale titels won. Op 22 december 2020 won Ferretti met Tigres UANL de finale van de CONCACAF Champions League, waarin Los Angeles met 2–1 werd verslagen. Dit was voor Ferretti de tweede keer (tot 2008 CONCACAF Champions' Cup geheten) dat hij als trainer de belangrijkste Noord-Amerikaanse clubcompetitie wist te winnen. Door winst van de belangrijkste Noord-Amerikaanse clubcompetitie nam Ferretti met zijn club Tigres UANL deel aan het FIFA WK voor clubs, waarin het op 11 februari 2021 de finale met 1–0 verloor van UEFA Champions League-winnaar Bayern München. In 2015 was hij, tussen het trainerschap van Tigres UANL door, van augustus tot oktober opnieuw interim-bondscoach van Mexico en won daarmee de CONCACAF Cup 2015. Van augustus 2018 tot december 2018 was Ferretti voor de derde keer in zijn trainersloopbaan interim-bondscoach van Mexico. Na elf jaar trainer te zijn geweest van Tigres UANL werd Ferretti in juli 2021 aangesteld als trainer van Juárez.

## Erelijst
Als speler
 Pumas UNAM
- Primera División: 1980/81, 1990/91
- CONCACAF Champions' Cup: 1980, 1982
- Copa Interamericana: 1980

 Deportivo Toluca
- Copa México: 1988/89

Als trainer
 Atlas Guadalajara
- Primera División: Verano 1997

 Deportivo Toluca
- CONCACAF Champions' Cup: 2003
- Campeón de Campeones: 2003

 Pumas UNAM
- Primera División: Clausura 2009

 Tigres UANL
- Liga MX: Apertura 2011, Apertura 2015, Apertura 2016, Apertura 2017, Clausura 2019
- Copa MX: Clausura 2014
- Campeón de Campeones: 2016, 2017, 2018
- InterLiga: 2006
- Campeones Cup: 2018
- CONCACAF Champions League: 2020

 Mexico
- CONCACAF Cup: 2015

Individueel
- Primera División Beste Trainer: 1996/97, Clausura 2009, Clausura 2011, Apertura 2011
- Liga MX Best XI Trainer: Apertura 2017

1 Guzmán ·
2 Jiménez ·
3 Juninho  ·
4 Ayala ·
5 Carioca ·
6 Torres Nilo ·
8 Zelarayán ·
9 Vargas ·
10 Gignac ·
13 Valencia ·
14 Estrada ·
15 Kolodziejczak ·
16 R. Torres ·
17 J.F. Torres ·
18 Sosa ·
19 Vásquez ·
20 Aquino ·
21 Meza ·
23 Díaz ·
24 Cruz ·
25 Damm ·
26 Celaya ·
27 Acosta ·
28 Rodríguez ·
29 Dueñas ·
30 Ortega ·
31 Martínez ·
32 Ibarra ·
33 Quintanilla ·
35 Durán ·
36 Fernández ·
Coach: Ferretti